# Matías Jones
Matías Martín Jones Mourigian (Montevideo, 1. srpnja 1991.) urugvajski je nogometaš britanskog podrijetla koji igra za nogometni klub River Plate. Igra na mjestima napadačkog veznjaka ili drugog napadača.
Igračku karijeru započeo je u lokalnom prvoligašu Danubiju, za kojeg je nastupao tijekom svije sezone.
Sredinom 2010. godine odlazi ne nekoliko probnih treninga nizozemskog kluba Groningena, nakon čega je istekom urugvaja u Danubiju potpisao dvogodišnji ugovor.
Unatoč potpisanom ugovoru, rijetko je igrao u prvoj postavi, te je 2013. otišao na posudbu u Emmen, za koji je odigrao 9 utakmica.
Nakon kartkotrajnog igranja u nizozemsku, vraća se u Urugvaj gdje je jednu sezonu igrao za Defensor Sporting, nakon čega prelazi u ekvadorski La Equidad.
Poslije sezone u argentinskom San Martinu, trenutno igra za River Plate.